# Windbelasting
Windbelasting is de kracht die de wind uitoefent op een voorwerp.
Het is bij het ontwerpen van onder andere gebouwen, kunstwerken, reclame- en verkeersborden van belang om bij de sterkteberekeningen rekening te houden met de druk en zuiging van de wind, net zoals dat andere krachten in de berekeningen dienen te worden betrokken.
Omdat het op zee harder waait dan boven land, krijgen bijvoorbeeld huizen bij zee een sterkere dakconstructie, dan die verder landinwaarts. Ook dakpannen zullen anders moeten worden aangebracht, door ze bijvoorbeeld met haken te bevestigen, zodat ze niet gemakkelijk zullen wegwaaien. Gewoonlijk liggen dakpannen 'los' op het dak.
Windbelasting op constructies wordt in Nederland berekend met NEN 6702 (belastingen en vervormingen). In deze norm wordt de windbelasting bepaald als statische belasting. Windbelasting wordt nu berekend volgens de Eurocodes NEN-EN 1991-1-4, voor elk land is er een nationale bijlage gemaakt.

## Windrecht
'Windbelasting' is ook de naam van een belasting die vroeger werd geheven over de productie van molens.